# 蕭建
蕭 建（しょう けん、生没年不詳）は、中国の後漢時代末期の武将。徐州東海郡の人。

## 事跡
| 姓名           | 蕭建              |
| 時代           | 後漢時代          |
| 生没年         | 〔不詳〕          |
| 字・別号       | 〔不詳〕          |
| 本貫・出身地等 | 徐州東海郡        |
| 職官           | 琅邪国相          |
| 爵位・号等     | -                 |
| 陣営・所属等   | 〔独立勢力〕→呂布 |
| 家族・一族     | 〔不詳〕          |

琅邪国相として莒城を統治していた独立勢力指導者である。建安2年（197年）、徐州へ侵攻してきた袁術を呂布が破った後も自立を維持していたが、呂布から降伏勧告の手紙を受け取り服従する。ところが間もなく、開陽の独立勢力指導者臧覇の攻撃を受け、蕭建は莒城を喪失した。
配下に加わった蕭建を攻められて怒った呂布は、臧覇に懲罰を加えようと莒攻撃を目論む。腹心の高順は、「座して畏服させるべきで、戦えば負けた時に名を損なう」と進言して諌めたが、呂布は聞かなかった。結局、臧覇は莒で善戦して呂布を撃退し、後に両者は和解している。
その後の蕭建の行方は不明である。なお、蕭建は小説『三国志演義』に登場しない。